# Dude, Where’s My Ranch?
«Dude, Where’s My Ranch?» (с англ. — «Где моё ранчо, чувак?») — восемнадцатый эпизод четырнадцатого сезона мультсериала «Симпсоны». Впервые вышел в эфир 27 апреля 2003 года.

## Сюжет
В Спрингфилде Рождество. Симпсоны поют рождественские песни перед домом Змея Джейлбёрда (на самом деле он там не живёт, а грабит живущую там семью), перед особняком Мистера Бернса (тот в своей манере благодарит их, выпустив сторожевых псов) и перед домом Клоуна Красти и его отца (которые являются иудеями). К сожалению, им не повезло распевать песни перед домом Синеволосого Адвоката, который сразу же официально запретил Симпсонам петь рождественские песни, не выплатив авторские отчисления. Тогда Гомер решает написать собственную песню, чтобы её распевать. Он пытается написать рождественскую песню, но ему всё время мешает Нед Фландерс. В порыве негативных чувств Гомер сочиняет песню под названием «Все ненавидят Неда Фландерса». После того, как Гомер исполнил её в Баре Мо, она понравилась всем знакомым Симпсона. Тут в бар зашёл известный певец и продюсер Дэвид Бирн, который предложил Гомеру вместе с Ленни и Карлом записать песню в своей студии звукозаписи. После этого песня стала настоящим хитом, которую постоянно крутят по радио и поют на концертах. Эта песня нравится всем, даже самому Неду, который, видимо, не понял, что речь идёт о нём. Через несколько месяцев постоянной ротации песни Гомера со всеми ремиксами и аранжировками она успевает надоесть самому автору хита. Вся семья решает куда-нибудь уехать, дабы отдохнуть от собственного творения. Осмотрев различные варианты поездок из стенда с брошюрами, который Гомер откуда-то стащил, Симпсоны решают по совету Барта поехать на ранчо, где нет радио, а значит, и того самого хита. По пути они проезжают мимо Дэвида Бирна, который танцует на капоте своей машины и поёт испанскую версию «Все ненавидят Неда Фландерса». Но из-за полированного капота продюсер поскользнулся и упал прямо в машину Мо, который тут же задумал похищение…
Итак, Симпсоны приезжают на «Ленивое Ранчо», которое принадлежит Богатому Техасцу. Барт сразу же начинает кататься на лошадях, Мардж предпочитает исследовать местные достопримечательности вместе с Техасцем, а Лиза, недовольная жестокостью по отношению к животным и индейцам на ранчо и желающая вернуться домой, знакомится с местным пареньком по имени Люк Стэтсон, который любит природу так же, как и она. Пока Лиза вместе с Люком расставляет таблички «Охота Запрещена» и «Свободу Тибету», остальные Симпсоны устраивают пикник на природе, объедки от которого позже забирает Чистюля (странный мужичок, который повадками и ползанием напоминает Голлума из «Властелина Колец», а также, собирая объедки, говорит на них «Моя Прелесть!»). Тут к Симпсонам подходят индейцы и предлагают им разные дорогостоящие развлечения. Барт интересуется: зачем людям, исконно занимающимся земледелием, продавать всякие безделушки? Ответ прост: исконные враги индейцев бобры построили плотину вокруг реки и затопили их земли образовавшимся озером. Гомеру становится жалко индейцев и он решает помочь им прогнать бобров (сами индейцы этого сделать не могут, так как по иронии судьбы бобр является одним из их божеств). Гомер решает просто разрушить запруду, растоптав её ногами, но воинственные бобры сразу нейтрализируют грозного противника. А Лиза тем временем по уши влюбляется в Люка и рассказывает об этом матери, но та не слишком этому рада, так как Люк старше Лизы на пять лет. К тому же вскоре Лиза подслушивает телефонный разговор Люка с какой-то девушкой по имени Клара, которой парень обещает подарить первый танец на сегодняшних танцах и целует её на прощание. Шокированная Лиза решает, что у Люка уже есть девушка, и в слезах бежит домой.
Грустная Лиза прогуливается по лесу, размышляя о любви и желая проучить ту самую Клару. Тут ей навстречу выезжает какая-то девочка, которая ищет дорогу к ранчо. Тут Лиза замечает на её седле, медальоне и кольце надписи «Клара» и понимает: вот она, соперница. Девочка указывает Кларе на длинный путь, ведущий в дремучий лес, а после того как та ускакала по тёмной тропинке, начала нервно улыбаться, мол прощай, прощай, разлучница. А тем временем Гомер и Барт выполняют гениальный план по устранению бобров: они притаскивают из дому всю деревянную мебель и бобры тут же начинают грызть вкусный десерт (попутно обчистив мини-бар и разорвав колоду карт за 17 долларов). Тем временем отец и сын вытаскивают главное бревно из плотины и озеро превращается в реку, а на осушившейся земле тут же появляются индейцы. За этот поступок вождь племени делает Гомера и Барта почётными членами их племени, дав им в качестве инициации кубки со священным напитком (сначала вождь говорит, что это медвежья моча, но потом признаётся, что это кока-кола, что тоже не особенно обрадовало Симпсонов). А вечером состоялись танцы. Танцуя с Люком, Лиза узнаёт страшную тайну: Клара — не девушка Люка… а его сестра! А встречаться с собственной сестрой в этих краях запретили ещё два года назад! Лиза, прихватив с собой Барта, тут же бросается в лес, чтобы найти пропавшую сестру Люка. А той действительно не сладко — когда Гомер и Барт разрушили запруду, река вновь разлилась и Клара оказалась на маленьком клочке суши посреди реки. С помощью бобров Барту удаётся превратить дерево в кладку, по которой Клара и перебралась на сушу. На следующий день Симпсоны собираются домой. Клара не рассказала о проступке Лизы, но девочка сама созналась в этом. Это очень разозлило Люка, ведь из-за такого поведения они с родителями и переехали на ранчо. Лиза огорчена разрывом с Люком, но Мардж убеждает её в том, что когда-нибудь она обязательно найдёт свою истинную любовь, почувствовав её, и девочка успокаивается.
Едя домой Симпсоны включают радио, чтобы проверить, поют ли ещё папину песню или нет. Город разразился новым хитом «Гимн Мо Сизлаку», спродюсированный всё тем же Дэвидом Бирном (наверняка не обошлось без того похищения). Немного послушав этот «хит», Симпсоны решают ещё на неделю вернуться на ранчо…